# Phoxocampus
Phoxocampus är ett släkte av fiskar. Phoxocampus ingår i familjen kantnålsfiskar.
Kladogram enligt Catalogue of Life:
| Phoxocampus | \| \| Phoxocampus belcheri \| \| \| \| \| \| Phoxocampus diacanthus \| \| \| \| \| \| Phoxocampus tetrophthalmus \| \| \| \| |
|             | \| \| Phoxocampus belcheri \| \| \| \| \| \| Phoxocampus diacanthus \| \| \| \| \| \| Phoxocampus tetrophthalmus \| \| \| \| |
|             | Phoxocampus belcheri |
|             | |
|             | Phoxocampus diacanthus |
|             | |
|             | Phoxocampus tetrophthalmus                                                                                                   |
|             | |